# Holothrix
Genre
Statut CITES
Holothrix est un genre de plantes à fleurs de la famille des Orchidaceae. Ses espèces adaptées au climat aride sont présentes en Afrique subsaharienne, notamment en Afrique du Sud.

## Description
Ce genre regroupe des espèces d'orchidées terrestres à feuilles caduques, qui, parmi les membres de la tribu des Orchideae, se distingue par une ou deux feuilles en forme de cœur, souvent succulentes, appliquées au sol. Les parties végétatives et reproductives sont souvent densément poilues, et le gynostème porte des appendices latéraux inhabituels. Historiquement, le genre Bartholina se différenciait par une seule grande fleur avec une corolle disséquée voyante, alors que les espèces de Holothrix possédaient de nombreuses fleurs discrètes, mais les deux genres sont fusionnés depuis 2021.

## Distribution géographique
Holothrix comprend environ 48 espèces réparties dans toute l'Afrique subsaharienne, avec une espèce présente sur l'île de la Réunion (l'Holothrix velu), et une autre atteignant la péninsule arabique. La plus grande diversité se trouve en Afrique australe (25 espèces, dont 21 sont endémiques), en particulier dans la région floristique du Cap (9 espèces endémiques). De toutes les orchidées présentes en Afrique australe, Holothrix constitue le groupe le plus adapté à l'aridité. Il domine la flore d'orchidées clairsemée du Richtersveld, près de l'embouchure du fleuve Orange et à la frontière entre l'Afrique du Sud et la Namibie.

## Biologie
Le cycle de vie des espèces de Holothrix est divisé en deux phases : un cycle de croissance associé à une saison humide au cours de laquelle les organes végétatifs et reproducteurs sont générés, suivi d'une période de dormance pendant la saison sèche où les individus survivent sous forme de tubercules souterrains.

## Quelques espèces

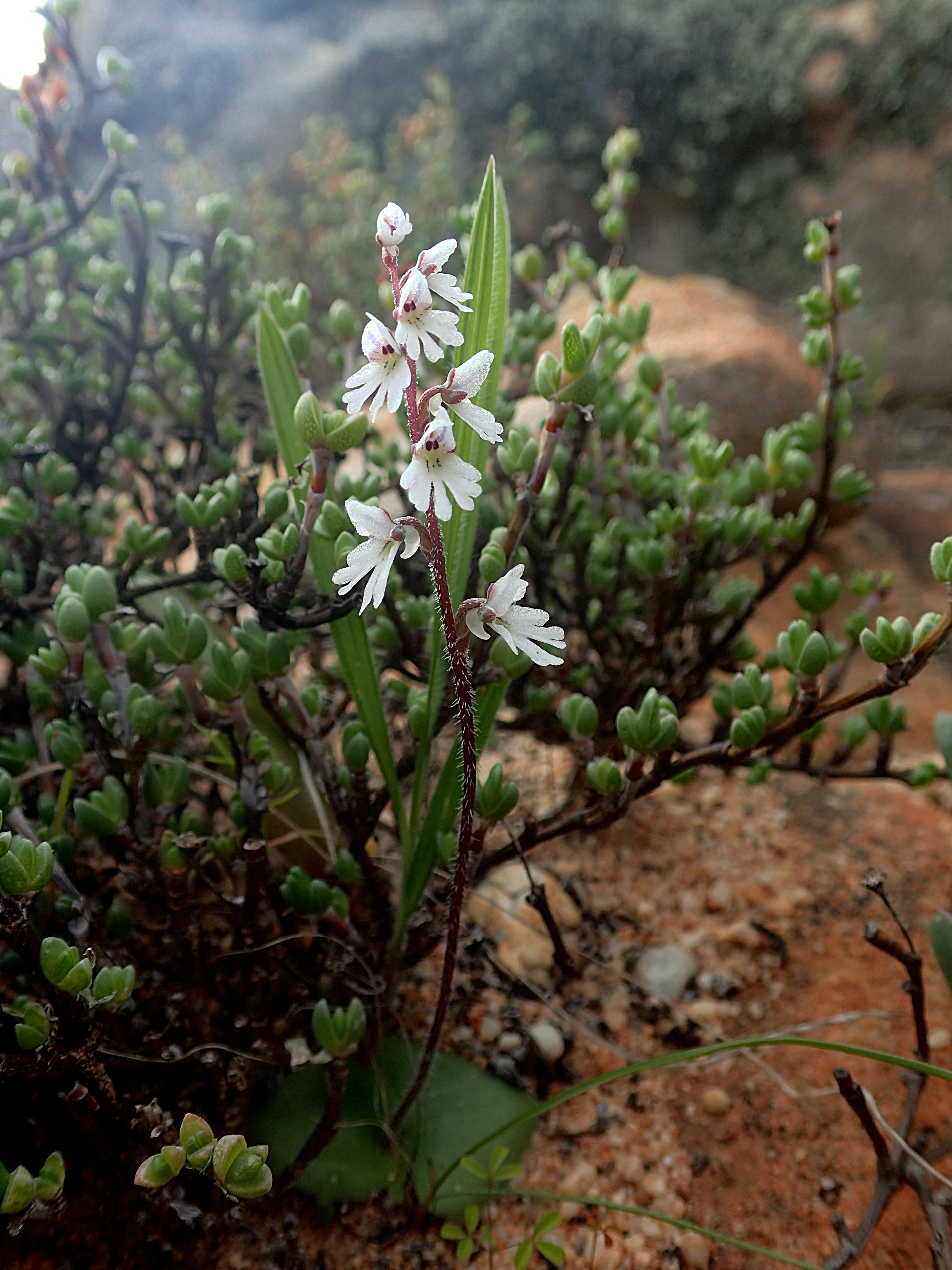
Holothrix aspera.
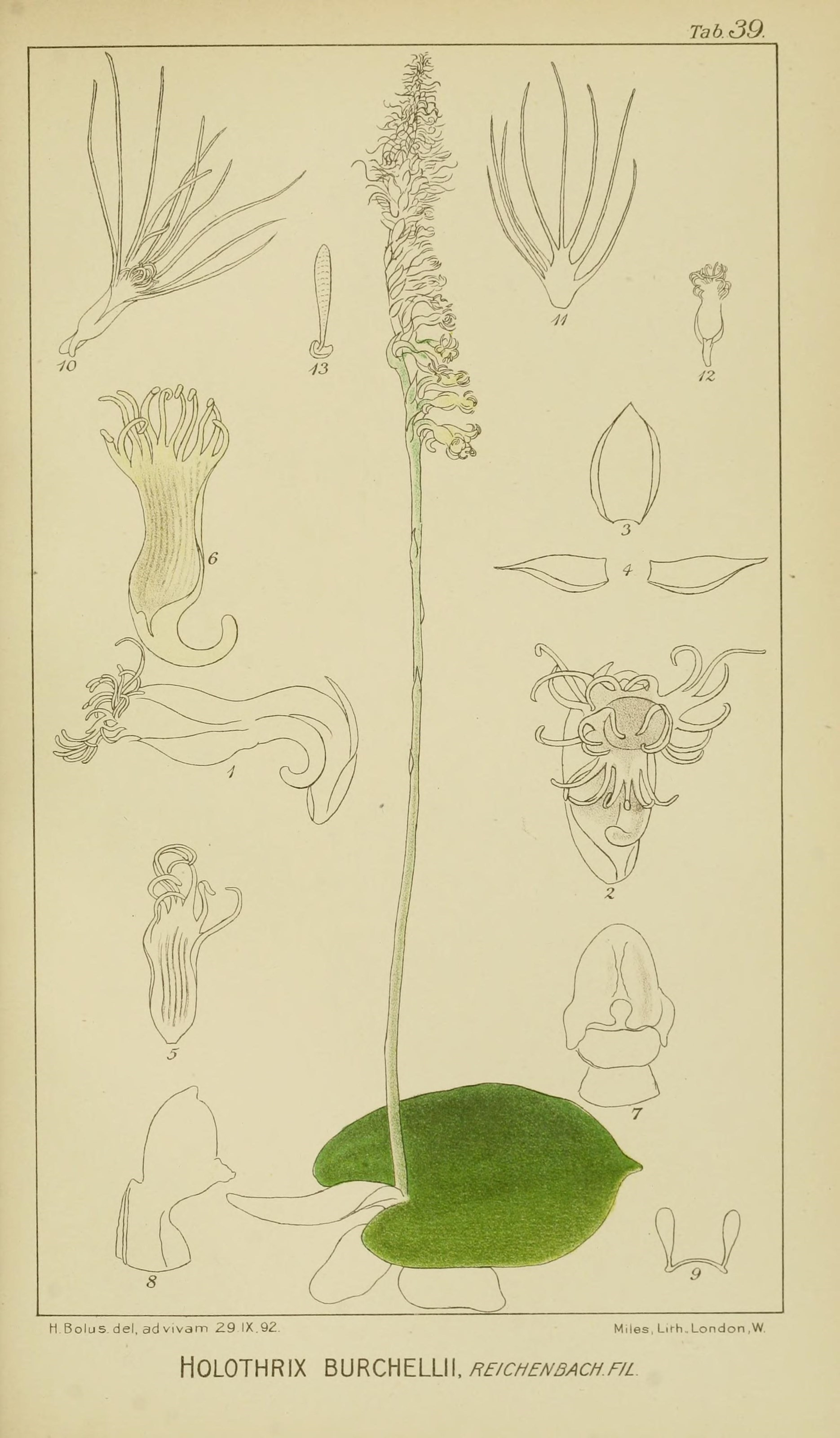
Holothrix burchellii.
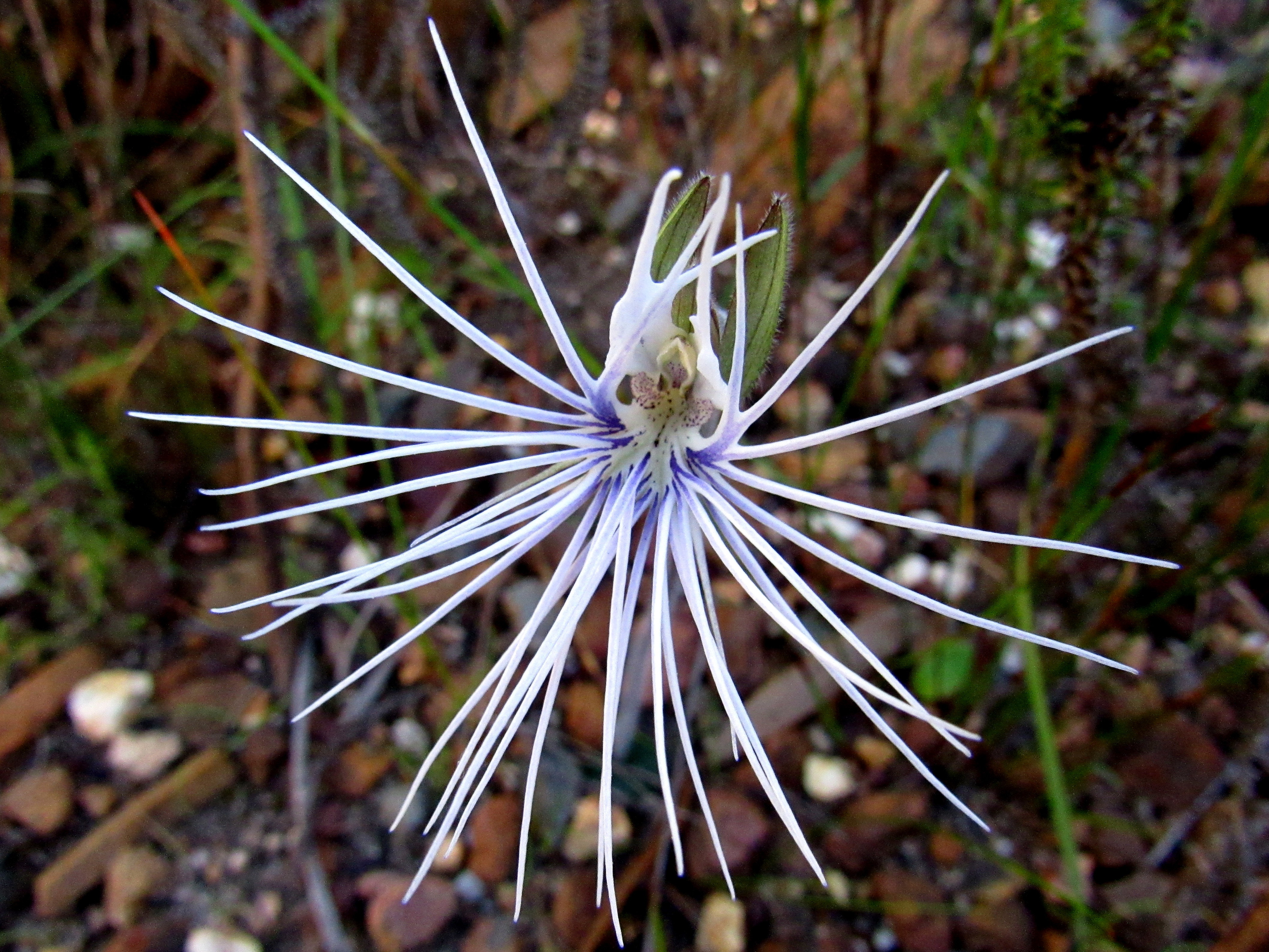
Holothrix burmanniana.
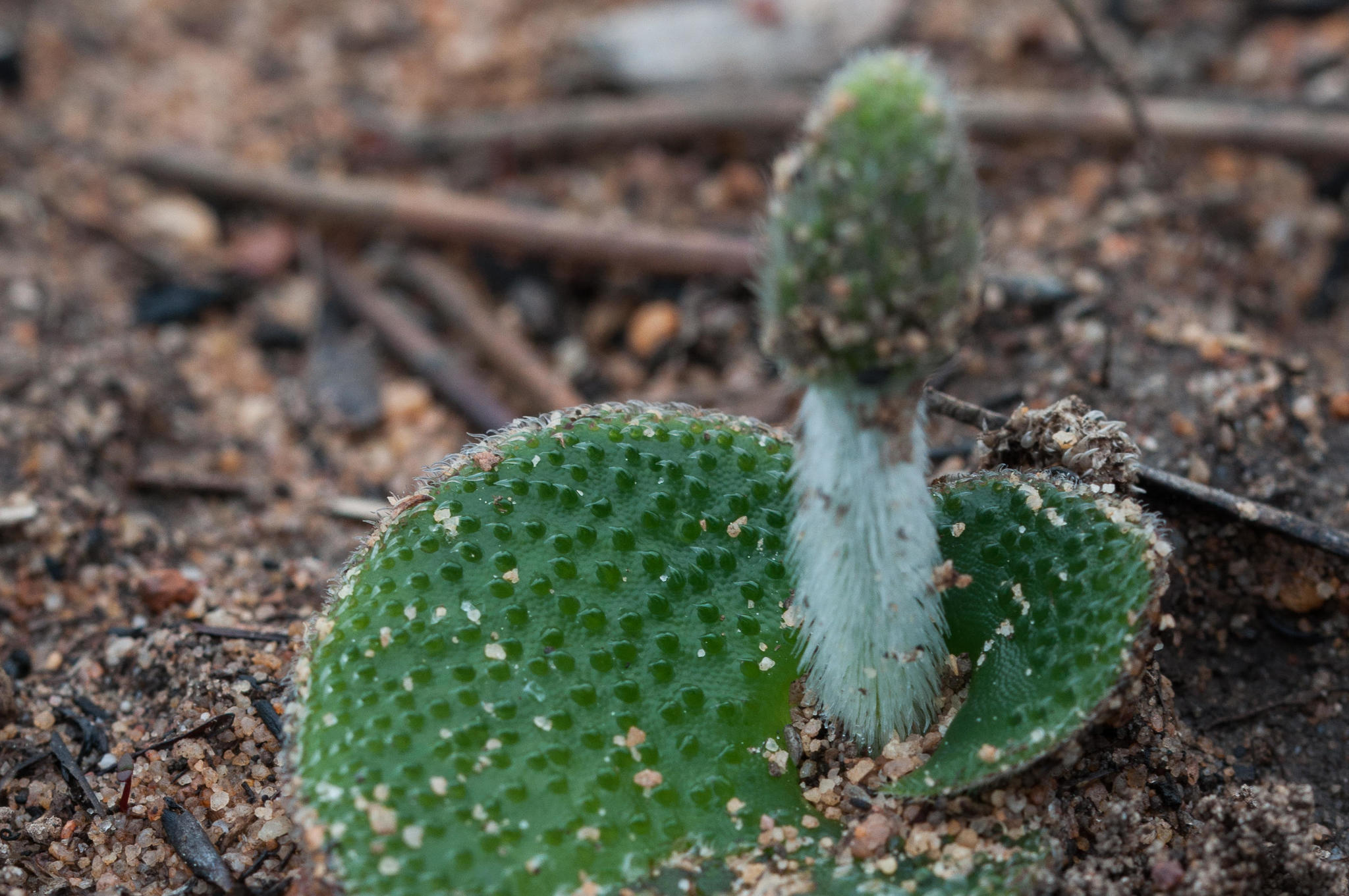
Holothrix cernua.
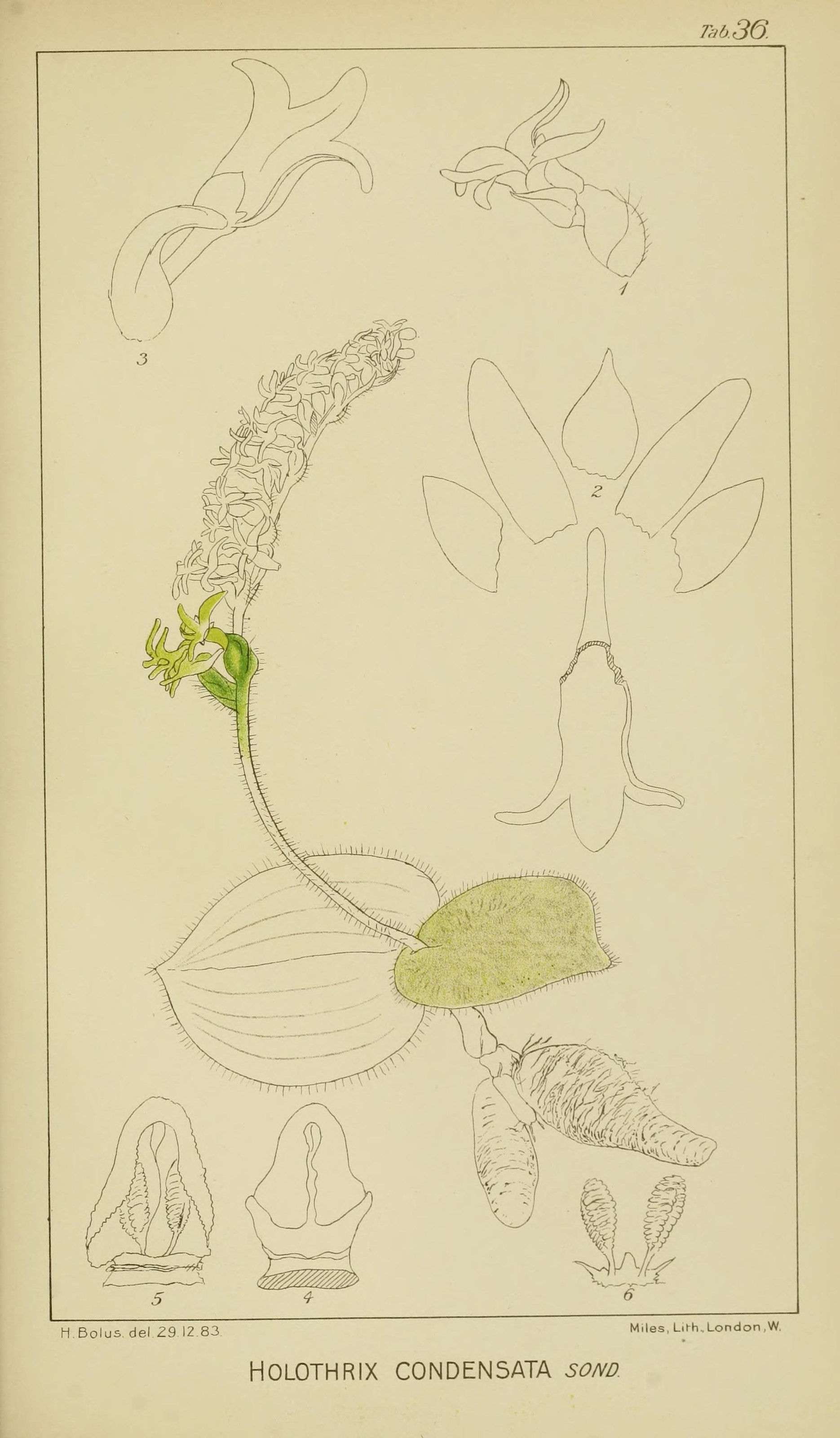
Holothrix condensata.
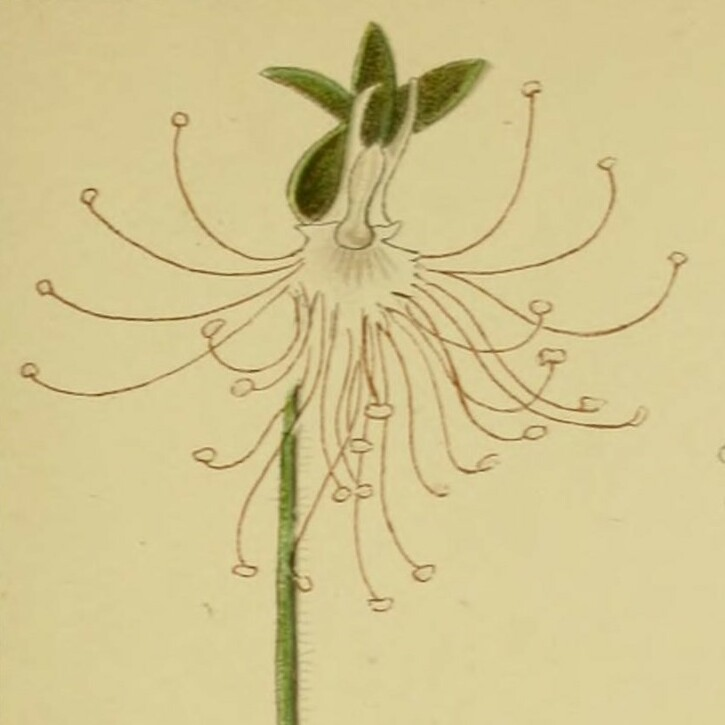
Holothrix etheliae.
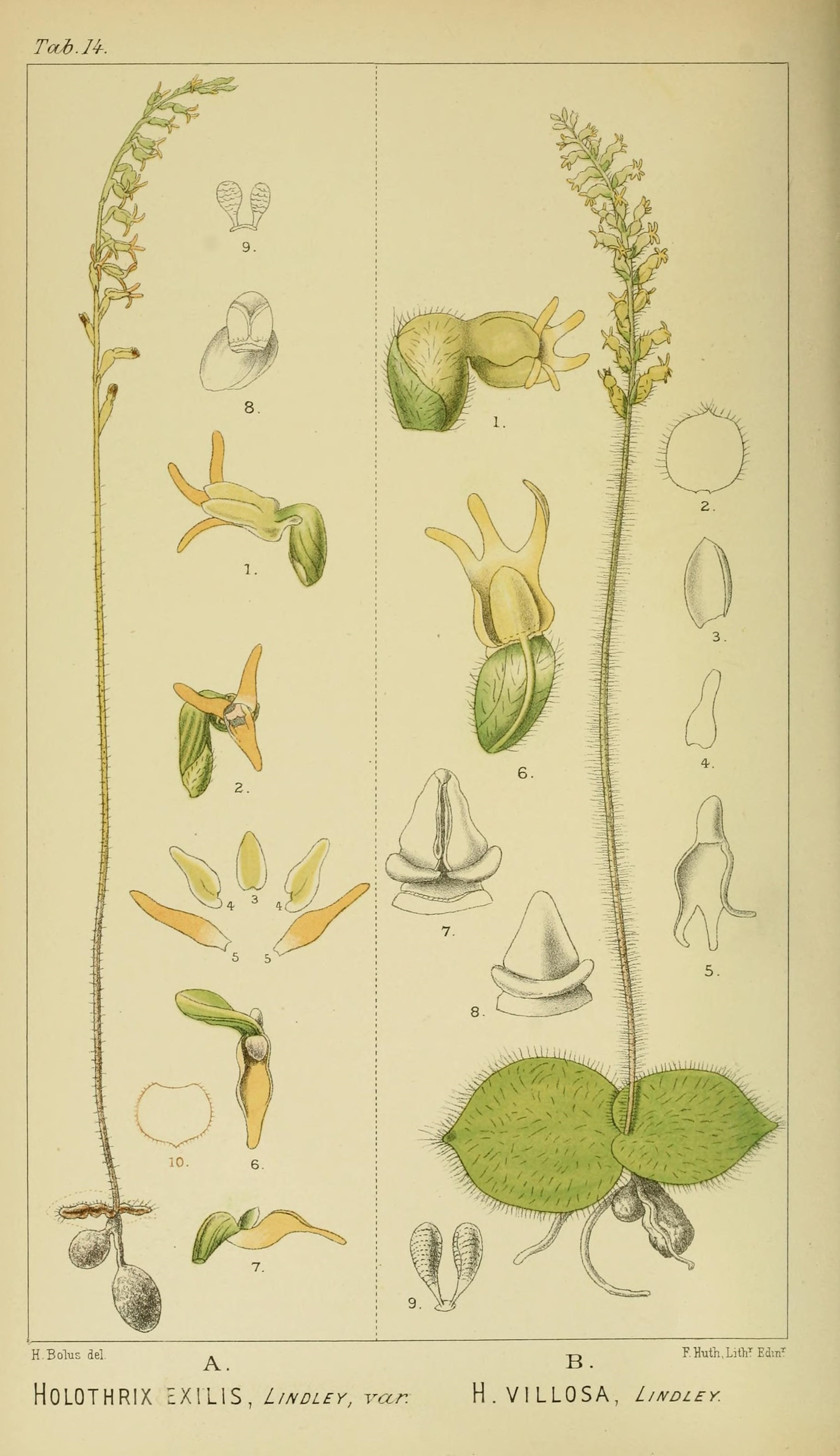
Holothrix exilis.
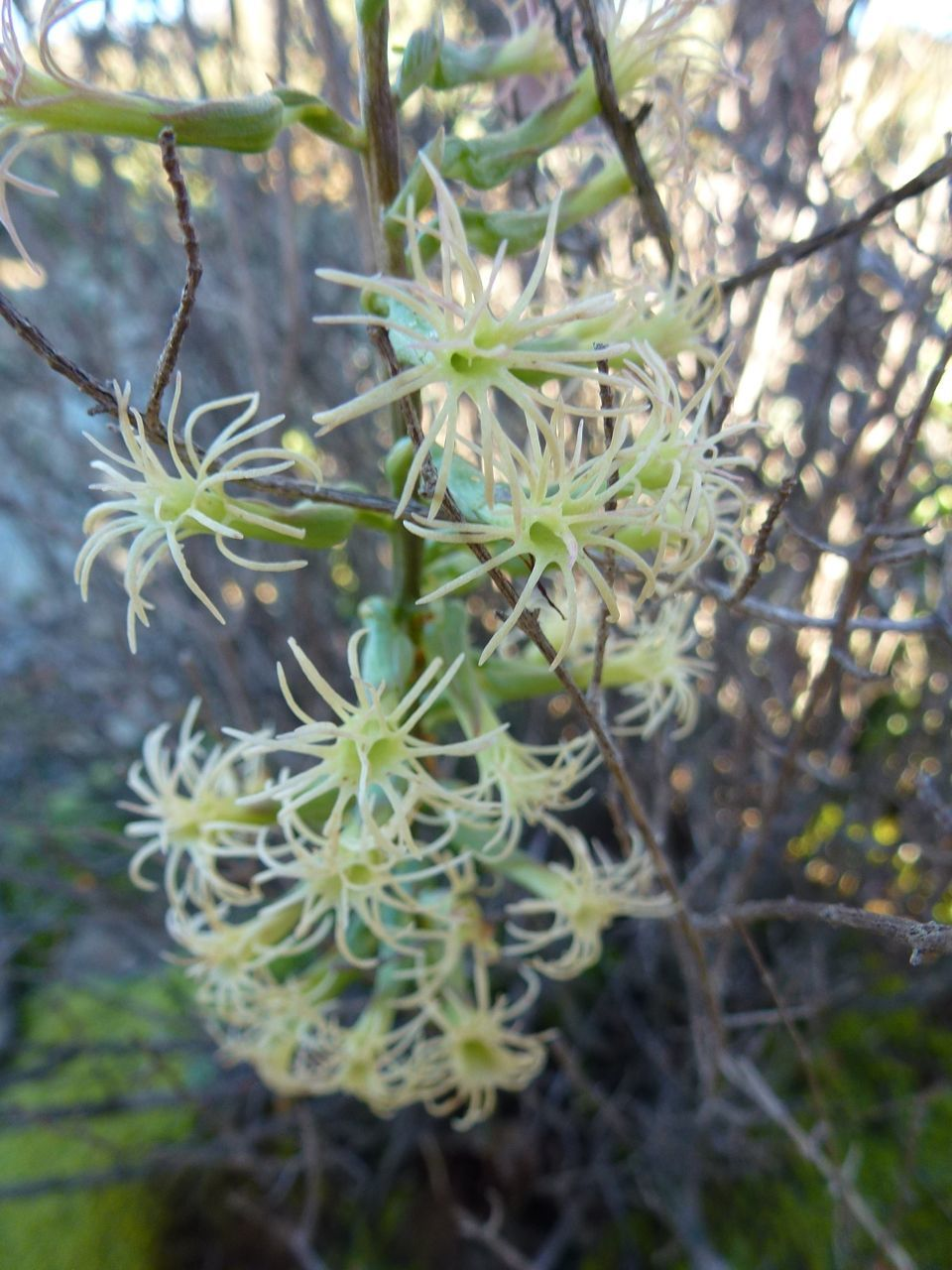
Holothrix grandiflora.
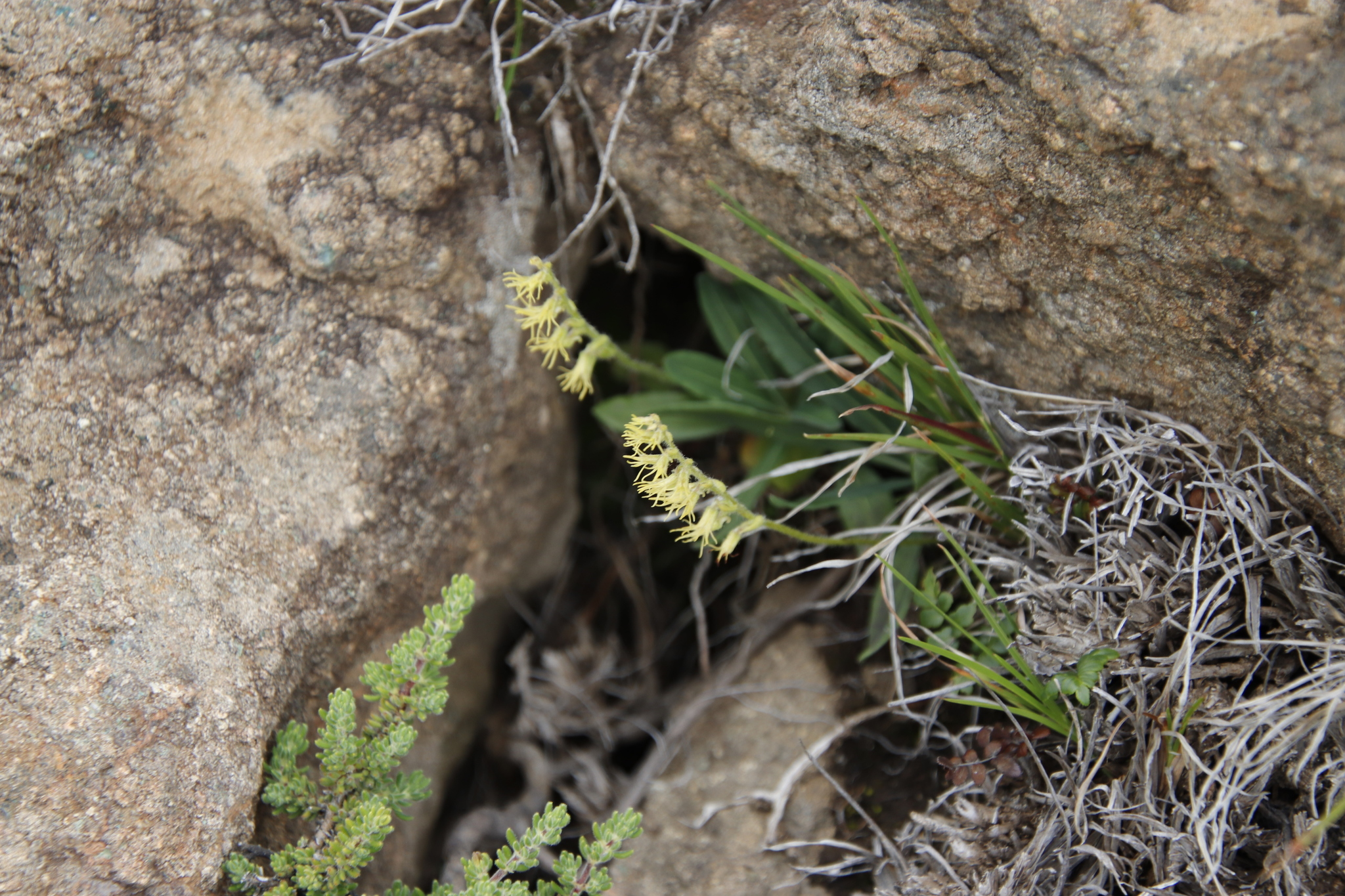
Holothrix incurva.
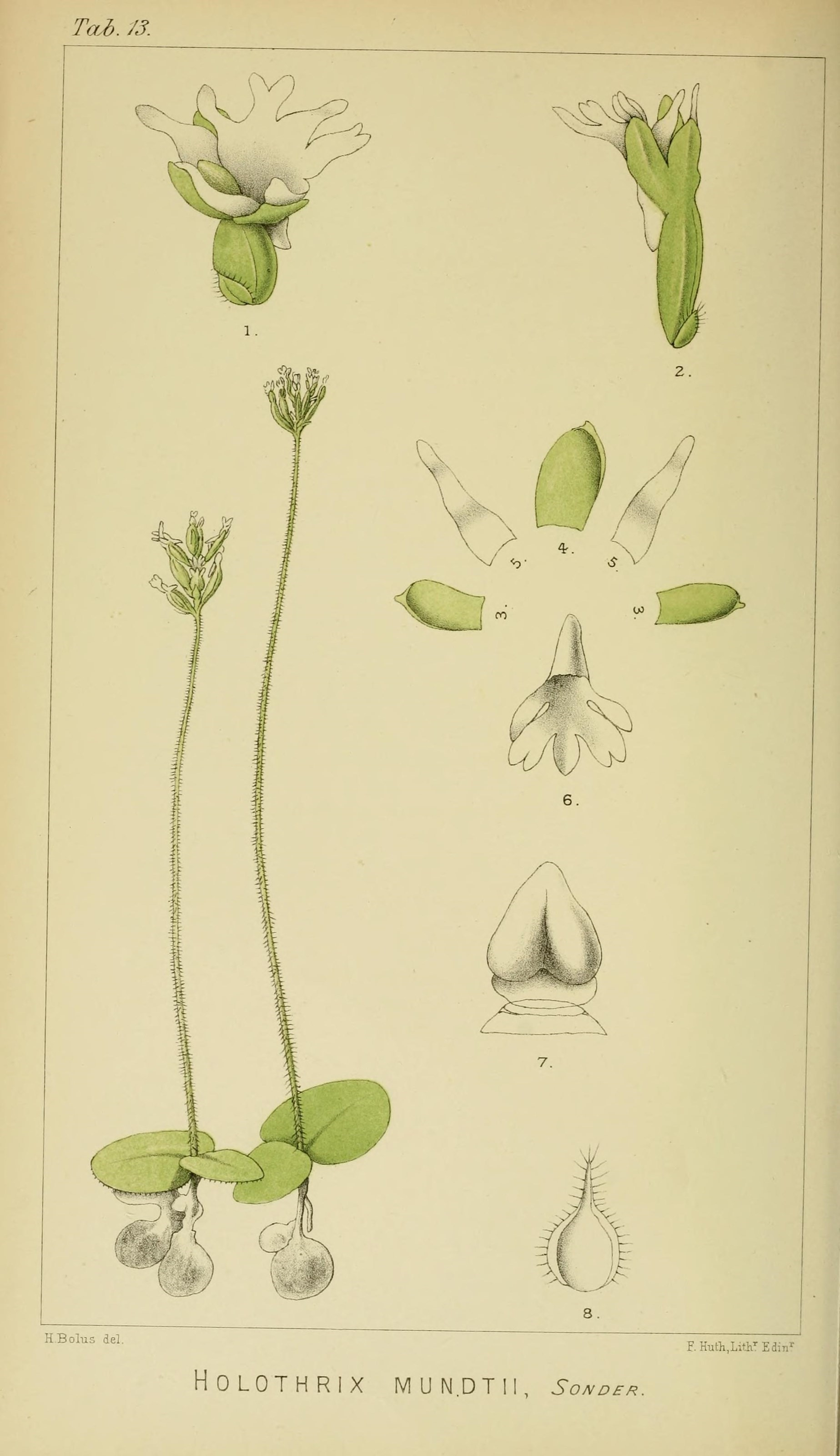
Holothrix mundii.
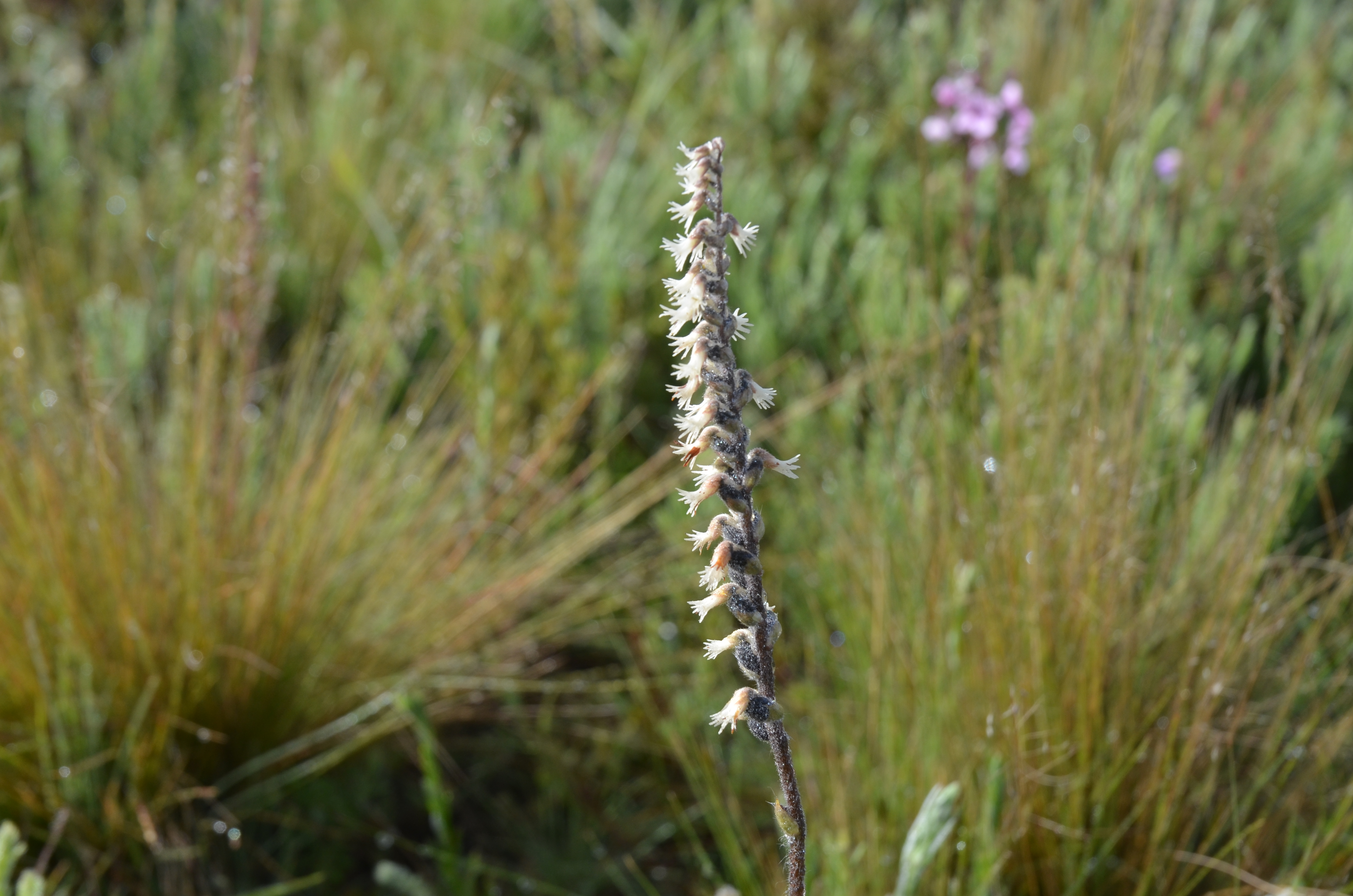
Holothrix nyasae.
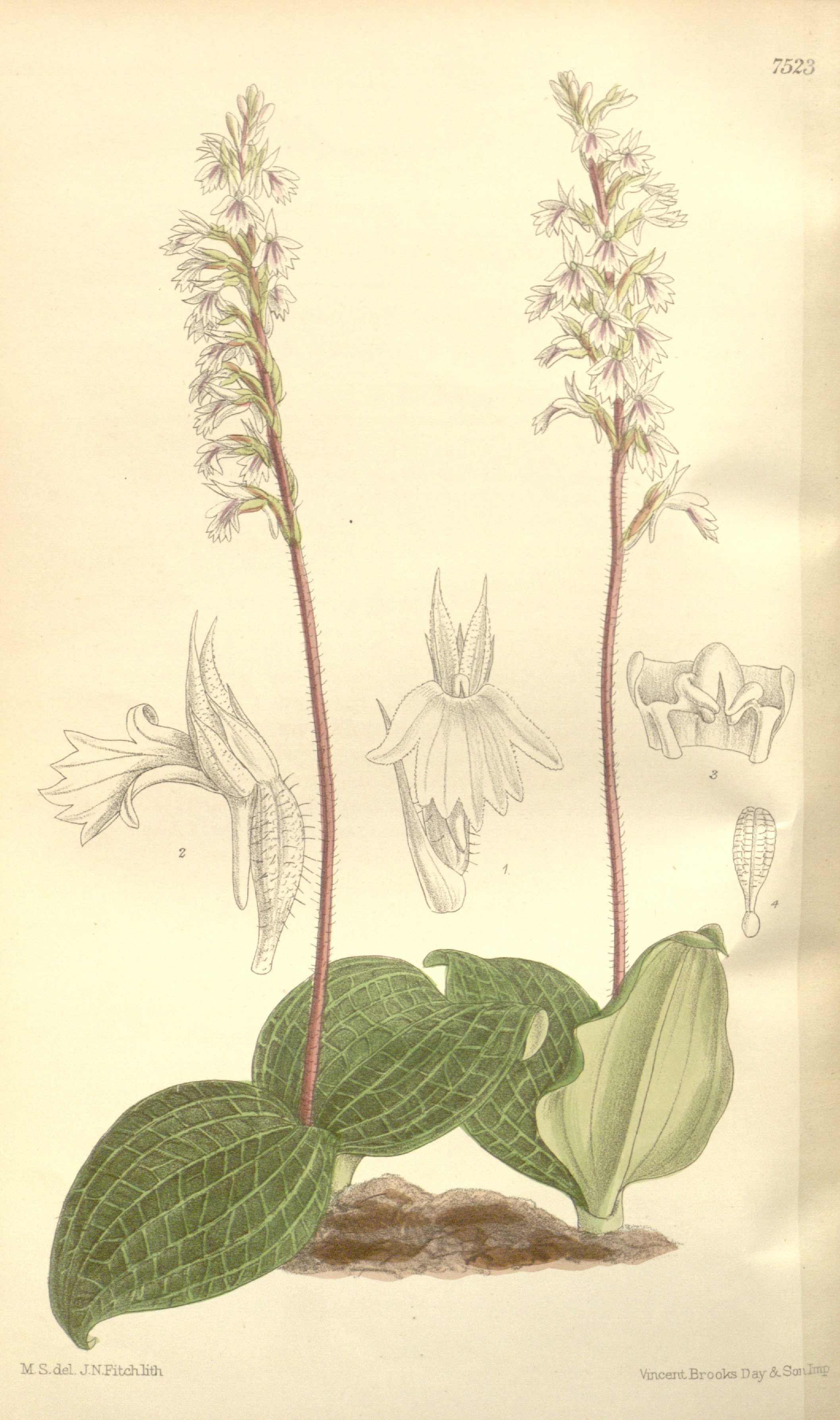
Holothrix orthoceras.
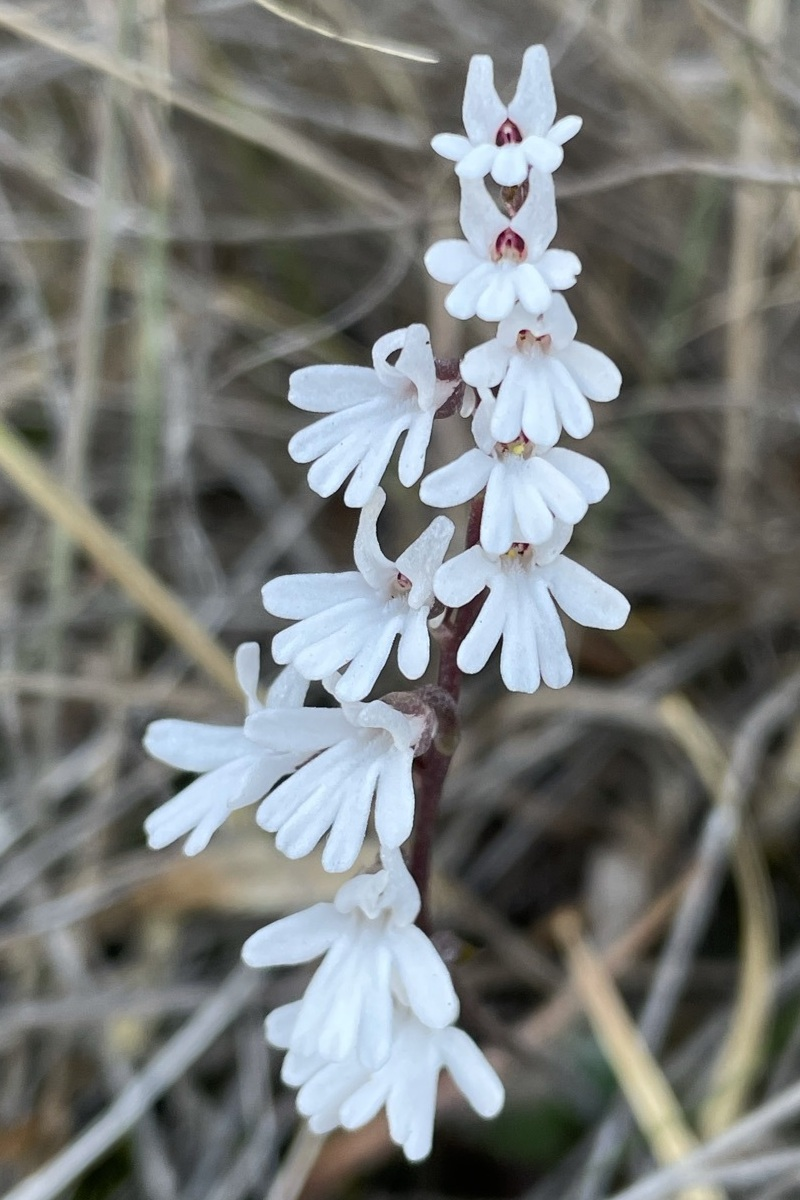
Holothrix parviflora.
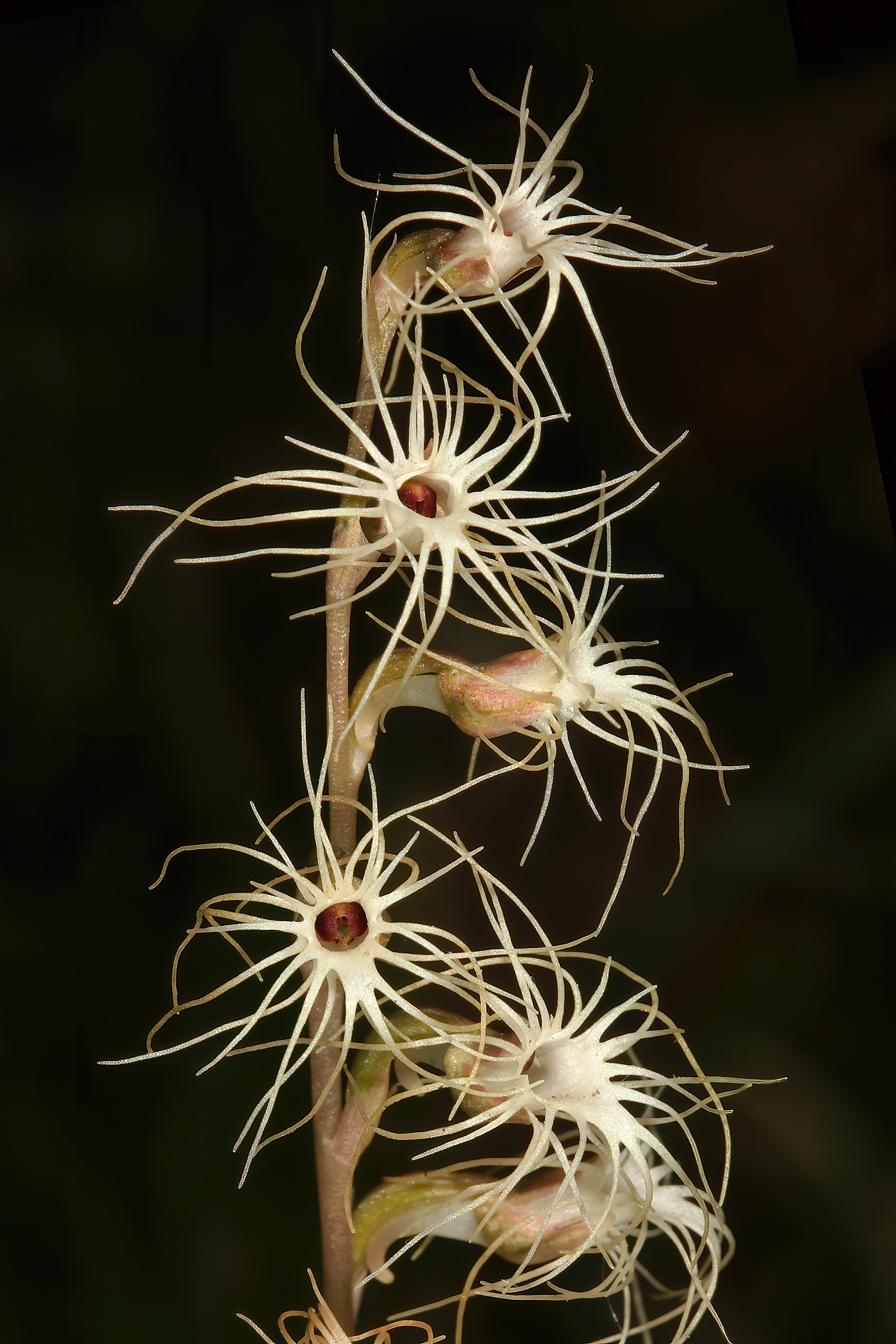
Holothrix randii.
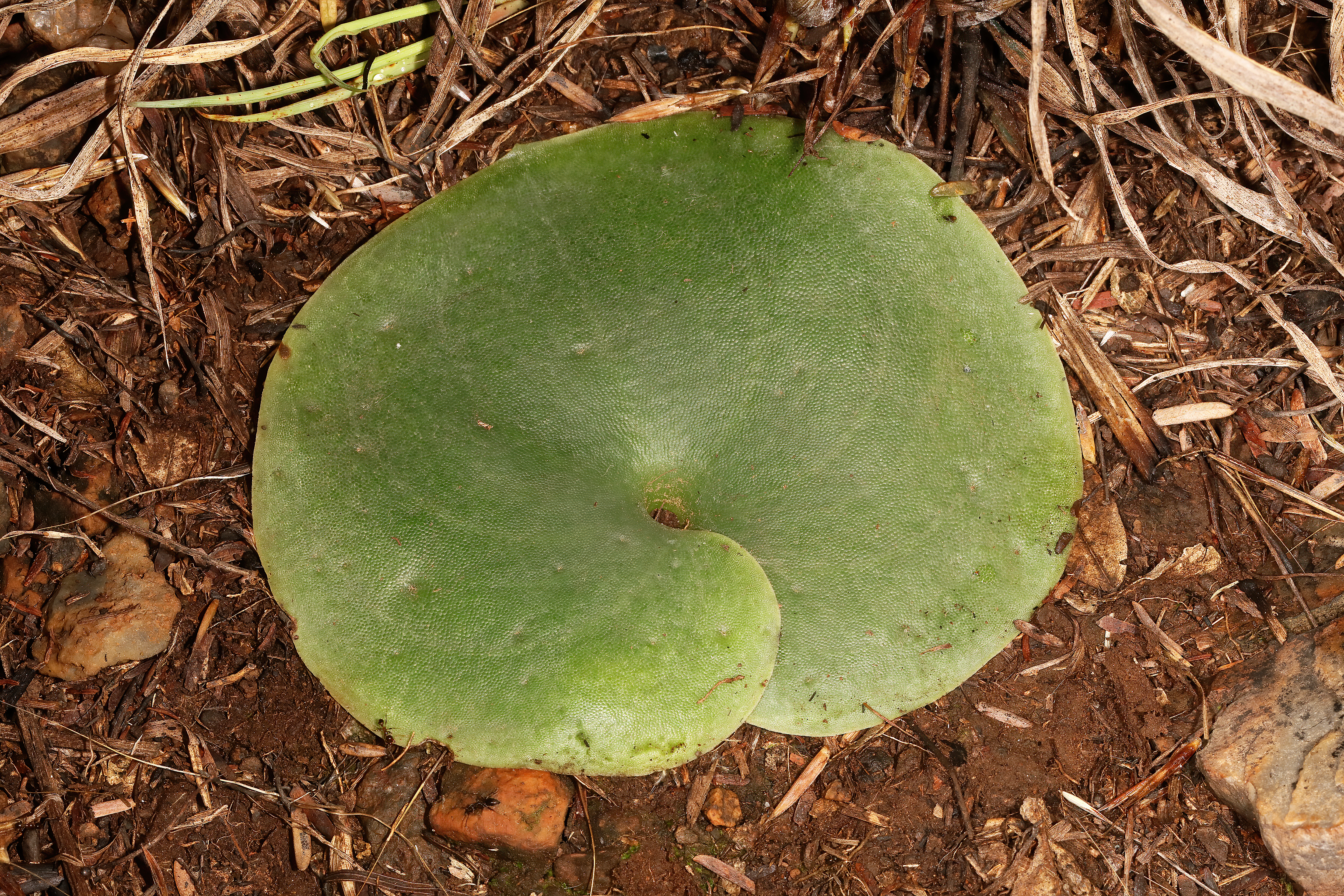
Holothrix randii.
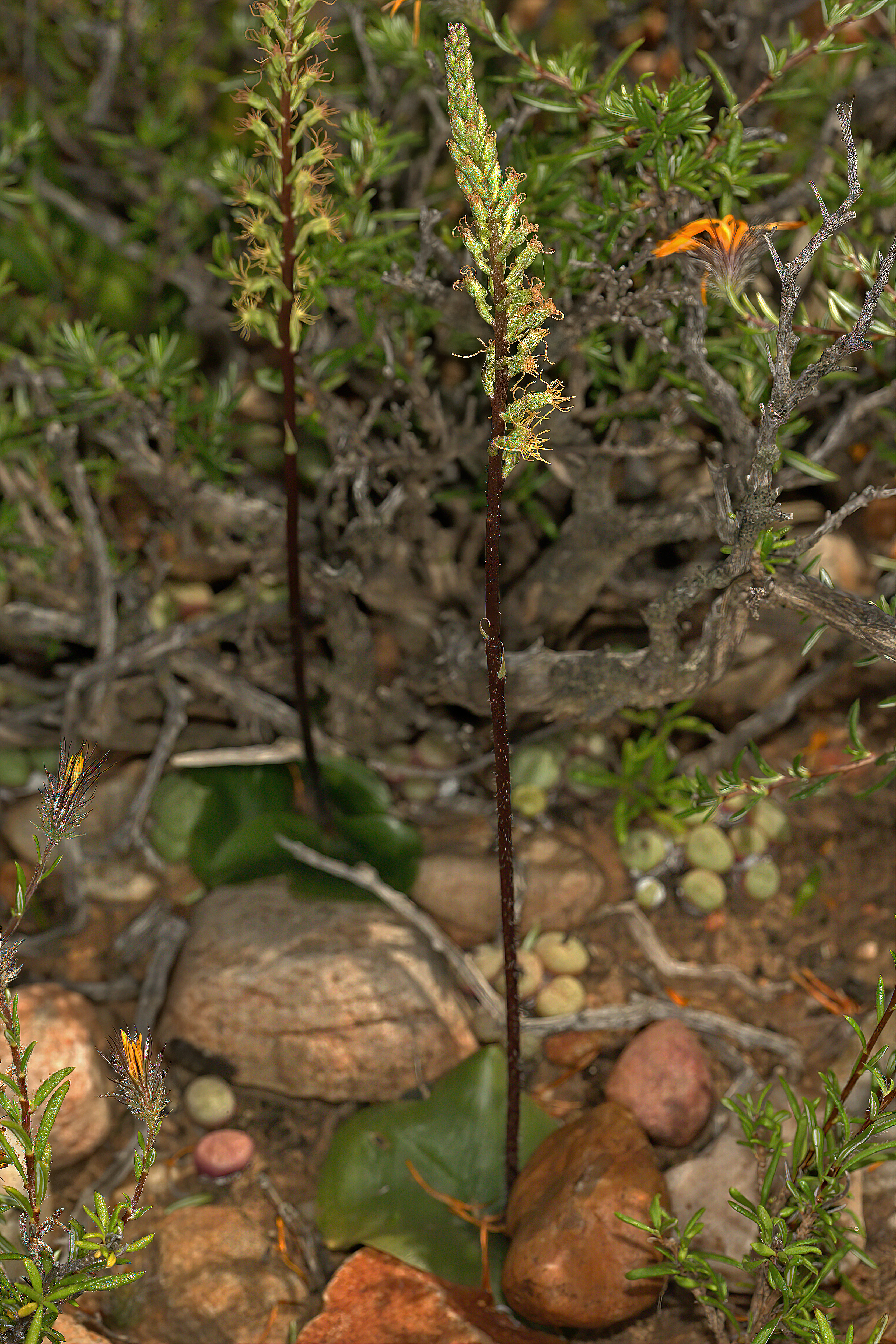
Holothrix schlechteriana.
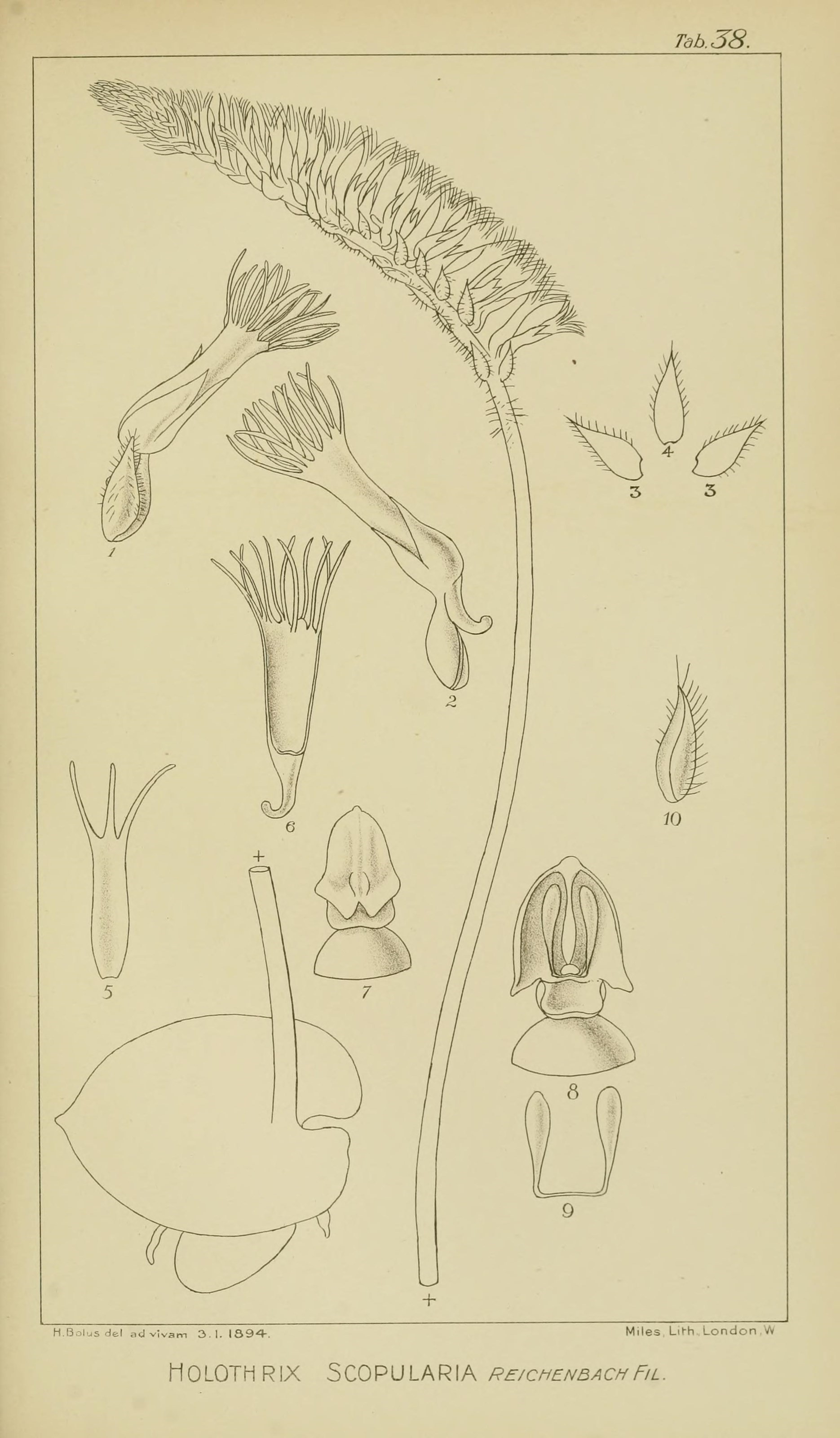
Holothrix scopularia.
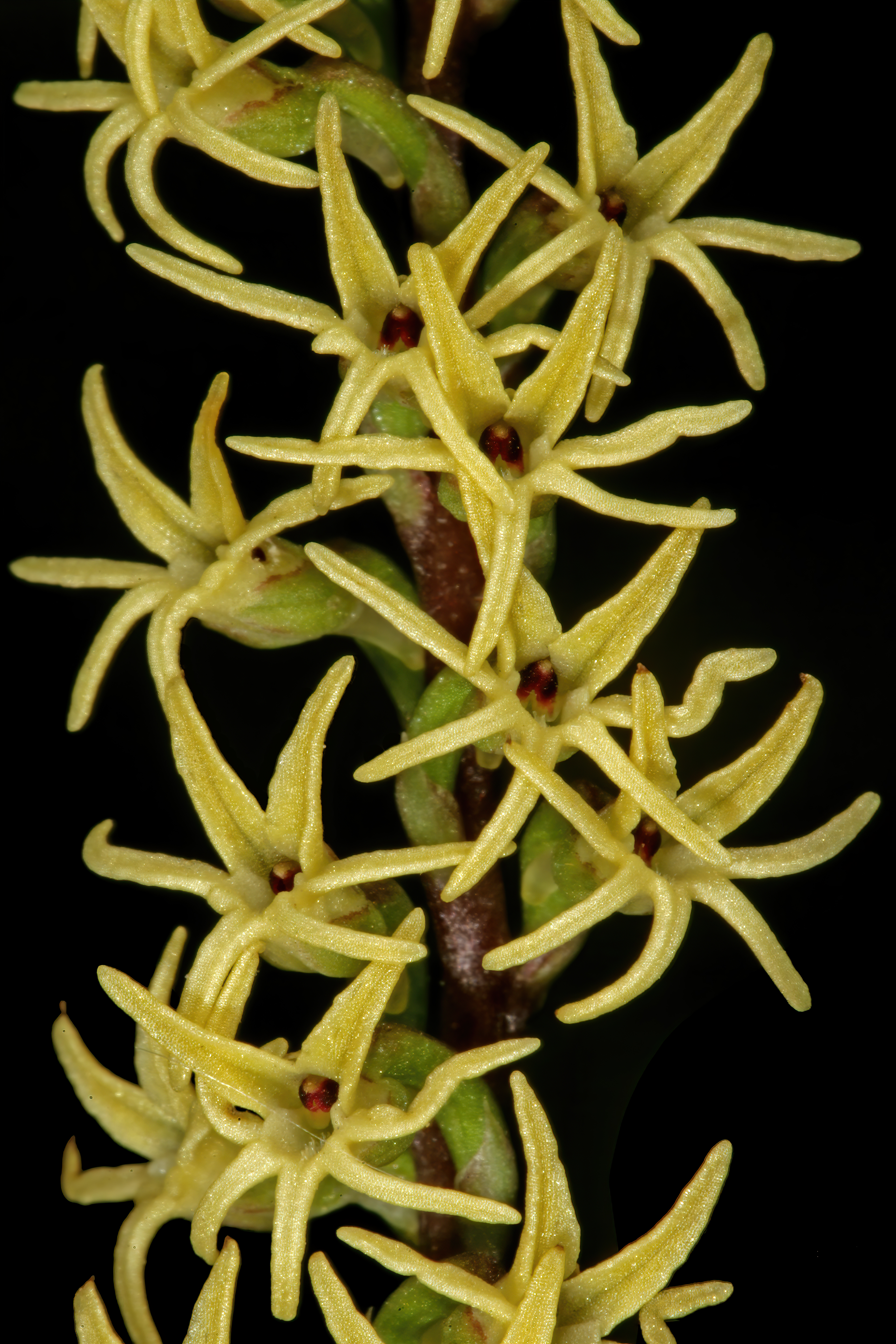
Holothrix secunda.
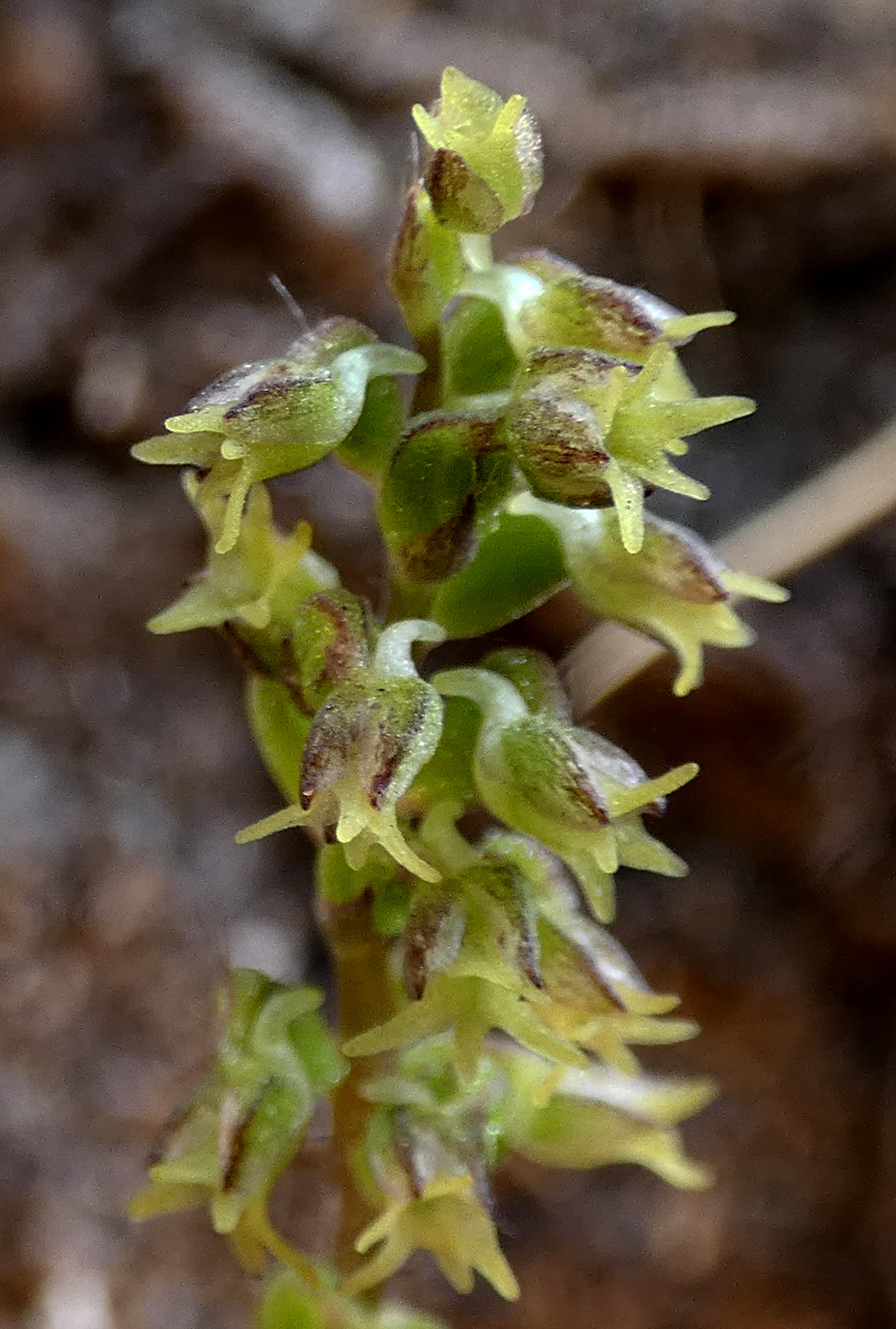
Holothrix villosa.

## Ensemble des espèces
Selon Plants of the World online (POWO) (4 avril 2025) :
- Holothrix aphylla (Forssk.) Rchb.f.
- Holothrix arachnoidea (A.Rich.) Rchb.f.
- Holothrix aspera (Lindl.) Rchb.f.
- Holothrix brevipetala Immelman & Schelpe
- Holothrix brongniartiana Rchb.f.
- Holothrix buchananii Schltr.
- Holothrix burchellii (Lindl.) Rchb.f.
- Holothrix burmanniana (L.) Le Péchon & Bytebier
- Holothrix cernua (Burm.f.) Schelpe
- Holothrix condensata Sond.
- Holothrix culveri Bolus
- Holothrix elgonensis Summerh.
- Holothrix etheliae (Bolus) Le Péchon & Bytebier
- Holothrix exilis Lindl.
- Holothrix filicornis Immelman & Schelpe
- Holothrix grandiflora (Sond.) Rchb.f.
- Holothrix hydra P.J.Cribb
- Holothrix incurva Lindl.
- Holothrix johnstonii Rolfe
- Holothrix klimkoana Szlach. & Marg.
- Holothrix longicornu G.J.Lewis
- Holothrix longiflora Rolfe
- Holothrix mac-owaniana Rchb.f.
- Holothrix majubensis C.Archer & R.H.Archer
- Holothrix micrantha Schltr.
- Holothrix montigena Ridl.
- Holothrix mundii Sond.
- Holothrix nyasae Rolfe
- Holothrix orthoceras (Harv.) Rchb.f.
- Holothrix papillosa Summerh.
- Holothrix parviflora (Lindl.) Rchb.f.
- Holothrix pentadactyla (Summerh.) Summerh.
- Holothrix pilosa (Burch. ex Lindl.) Rchb.f.
- Holothrix pleistodactyla Kraenzl.
- Holothrix praecox Rchb.f.
- Holothrix randii Rendle
- Holothrix schimperi Rchb.f.
- Holothrix schlechteriana Kraenzl. ex Schltr.
- Holothrix scopularia Rchb.f.
- Holothrix secunda (Thunb.) Rchb.f.
- Holothrix socotrana Rolfe
- Holothrix squammata (Hochst. ex A.Rich.) Rchb.f.
- Holothrix thodei Rolfe
- Holothrix tridactylites Summerh.
- Holothrix tridentata (Hook.f.) Rchb.f.
- Holothrix triloba (Rolfe) Kraenzl.
- Holothrix unifolia Rchb.f.
- Holothrix villosa Lindl.

## Synonymie
Holothrix a pour synonymes :
- Bartholina R.Br. (1813)
- Bucculina Lindl. (1837)
- Deroemera Rchb.f. (1852)
- Lathrisia Sw. (1829)
- Monotris Lindl. (1834)
- Saccidium Lindl. (1835)
- Scopularia Lindl. (1834)
- Tryphia Lindl. (1835)